# Satranala decussilvae
Espèce
Statut de conservation UICN

 EN B1ab(iii)+2ab(iii); D : En danger
Satranala decussilvae est une espèce de plantes de la famille des Arecaceae.

## Publication originale
- Kew Bulletin 50(1): 89–91, f. 1, 2. 1995.